# Saint Michael's College
Il Saint Michael's College è un'università privata di indirizzo cattolico con sede a Colchester, nello stato americano del Vermont.
Il Saint Michael's Institute fu fondato nel 1904 dai religiosi della Società di Sant'Edmondo, giunti in America dalla Francia a causa delle leggi anti-congrezionaliste. L'istituto nel 1937 si trasformò in college e iniziò a conferire titoli accademici nel 1939.